# Monticalia micropachyphyllus
Monticalia micropachyphyllus là một loài thực vật có hoa trong họ Cúc. Loài này được (Cuatrec.) C. Jeffrey mô tả khoa học đầu tiên năm 1992.